# Theo Dobbelman
Theodorus Antonius Hubertus Maria (Theo) Dobbelman (Nijmegen, 22 oktober 1906 - Montalivet-les-Bains (Frankrijk), 7 september 1984) was een Nederlandse beeldhouwer, keramist en schilder.

## Leven en werk
Dobbelman (ook: Dobbelmann) was een zoon van zeepfabrikant en politicus Pierre Dobbelmann. Hij studeerde aanvankelijk scheikunde in het Zwitserse Fribourg, waar hij ook promoveerde.
Hij vestigde zich in Amsterdam, waar hij bevriend raakte met keramist Just van Deventer. Vanaf 1941 werkte hij met hem in diens bedrijf Tanagra Ceramiek. Na de Tweede Wereldoorlog verliet Dobbelman het bedrijfsleven en was hij werkzaam als zelfstandig kunstenaar. Vanaf 1956 was hij leider van een experimentele afdeling van aardewerkfabriek De Porceleyne Fles in Delft. Deze afdeling richtte zich op de vernieuwing van de keramiek als vorm van kunst.
Hij was als docent keramiek verbonden aan het Instituut voor Kunstnijverheidsonderwijs en de Rijksakademie van beeldende kunsten, beide in Amsterdam. Leerlingen van hem waren onder anderen Cora Aa, Jan van der Vaart, Frank van Brakel en Francine Timmers. Hij was voorzitter van Kunstenaarsvereniging Sint Lucas en lid van Arti et Amicitiae. Hij werd benoemd tot Ridder in de Orde van Oranje-Nassau.
Dobbelman overleed in Frankrijk en werd begraven op begraafplaats Zorgvlied.

## Werken in de openbare ruimte (selectie)
- Zonder titel (1980), hoek Granaat/Smaragd, bij school "De Aventurijn", Heerhugowaard
- Zonder titel (1968), een keramische kubus op sokkel aan de Kerkewijk, Veenendaal

## Afbeeldingen

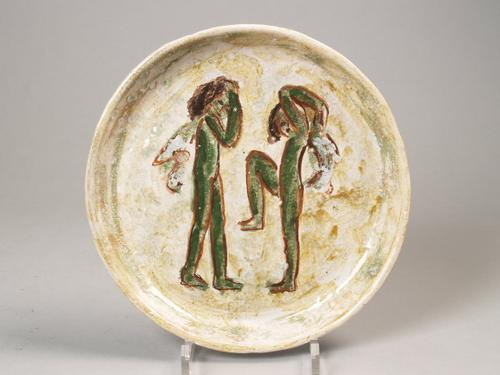
Platte schaal met opstaand randje (1949)
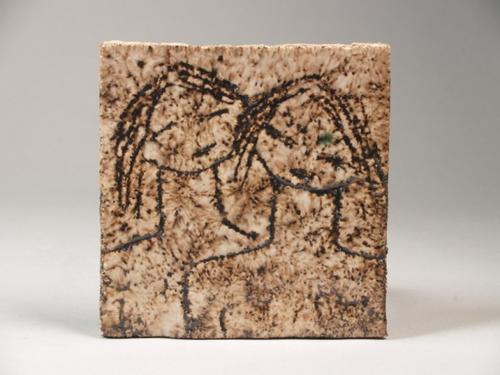
Keramische tegel met decor van twee meisjesfiguren (1959)
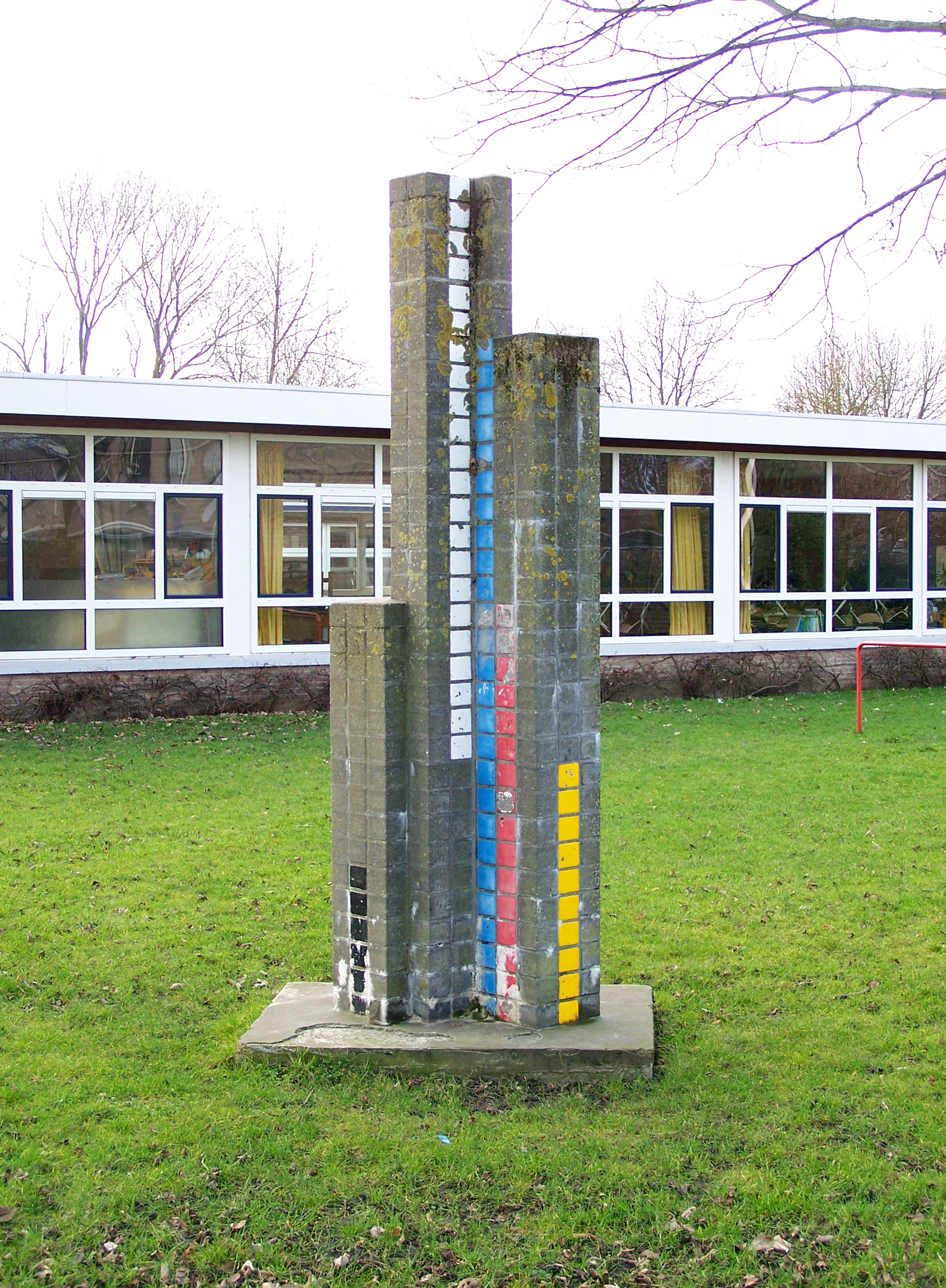
Zonder titel (1980), Heerhugowaard